# خاندان هوندا
خاندان هوندا به ژاپنی (本多氏 Honda-shi) یک خاندان ژاپنی است در تاریخ ژاپن که در زمان دوره سنگوکو و در منطقه میکاوا زندگی می‌کردند. این خاندان در منطقه میکاوا در خدمت خاندان ماتسودایرا بودند. بعدها زمانی که خاندان اصلی ماتسودایرا وارد خاندان توکوگاوا شد، خاندان هوندا اعتبار بیشتری یافت. این خاندان دارای سیزده شاخه از دایمیو و چهل و پنج شاخه از هاتاموتو بود.
معروف‌ترین عضو این خاندان در قرن ۱۶ میلادی ژنرال هوندا تاداکاتسو بود و دو شاخه اصلی این خاندان از هوندا تاداکاتسو و نزدیک‌ترین خویشاوند او هوندا تاداکاتسو هستند 